# Городок (Прилесненская сельская община)
Городо́к (укр. Городок) — село в Прилесненской сельской общине Камень-Каширского района Волынской области Украины.
До 2020 года входило в Маневичский район.
Код КОАТУУ — 0723682001. Население по переписи 2001 года составляет 1086 человек. Население по данным 2021 года составляет 1048 человек. Почтовый индекс — 44615. Телефонный код — 3376. Занимает площадь 1,638 км².